# Dialium pobeguinii
Dialium pobeguinii är en ärtväxtart som beskrevs av François Pellegrin. Dialium pobeguinii ingår i släktet Dialium och familjen ärtväxter. Inga underarter finns listade i Catalogue of Life.